# 萊克鎮區 (密歇根州米索基縣)
萊克鎮區（英語：Lake Township）是位於美國密歇根州米索基縣的一個行政鎮區。

## 地方資料
萊克鎮區的面積為93.34平方千米，當中陸地面積為81.75平方千米，而水域面積為11.58平方千米。根據2020年美國人口普查的數據，當地共有人口2827人，而人口密度為每平方千米30.29人。